# Colchester United Football Club 2013-2014
Questa voce raccoglie le informazioni riguardanti il Colchester United Football Club nelle competizioni ufficiali della stagione 2013-2014.

## Divise e sponsor
| Casa | Trasferta |

## Risultati

### Football League One
| Gillingham 3 agosto 2013, ore 15:00 BST 1ª giornata | Gillingham | 0 – 1 referto | Colchester Utd | Priestfield Stadium (6 792 spett.)\| Arbitro: \| Keith Hill \| |
| Arbitro:                                            | Keith Hill |               |                |                                                                |

| Colchester 10 agosto 2013, ore 15:00 BST 2ª giornata | Colchester Utd | 1 – 0 referto | Port Vale | Colchester Community Stadium (3 201 spett.)\| Arbitro: \| Darren Deadman \| |
| Arbitro:                                             | Darren Deadman |               |           |                                                                             |

| Sheffield 17 agosto 2013, ore 15:00 BST 3ª giornata | Sheffield Utd | 1 – 1 referto | Colchester Utd | Bramall Lane (17 167 spett.)\| Arbitro: \| Richard Clark \| |
| Arbitro:                                            | Richard Clark |               |                |                                                             |

| Colchester 23 agosto 2013, ore 19:45 BST 4ª giornata | Colchester Utd | 1 – 1 referto | Carlisle Utd | Colchester Community Stadium (3 573 spett.)\| Arbitro: \| Gavin Ward \| |
| Arbitro:                                             | Gavin Ward     |               |              |                                                                         |

| Colchester 31 agosto 2013, ore 15:00 BST 5ª giornata | Colchester Utd | 1 – 2 referto | Leyton Orient | Colchester Community Stadium (5 056 spett.)\| Arbitro: \| Andy Woolmer \| |
| Arbitro:                                             | Andy Woolmer   |               |               |                                                                           |

| Northampton 8 settembre 2013, ore 15:00 BST 6ª giornata | Coventry City  | 2 – 0 referto | Colchester Utd | Sixfields Stadium (1 789 spett.)\| Arbitro: \| Stephen Martin \| |
| Arbitro:                                                | Stephen Martin |               |                |                                                                  |

| Bradford 14 settembre 2013, ore 15:00 BST 7ª giornata | Bradford City   | 2 – 2 referto | Colchester Utd | Valley Parade (13 570 spett.)\| Arbitro: \| Tony Harrington \| |
| Arbitro:                                              | Tony Harrington |               |                |                                                                |

| Colchester 21 settembre 2013, ore 15:00 BST 8ª giornata | Colchester Utd | 1 – 1 referto | Crawley Town | Colchester Community Stadium (3 031 spett.)\| Arbitro: \| Keith Stroud \| |
| Arbitro:                                                | Keith Stroud   |               |              |                                                                           |

| Bristol 28 settembre 2013, ore 15:00 BST 9ª giornata | Bristol City   | 1 – 1 referto | Colchester Utd | Ashton Gate Stadium (10 739 spett.)\| Arbitro: \| David Phillips \| |
| Arbitro:                                             | David Phillips |               |                |                                                                     |

| Colchester 5 ottobre 2013, ore 15:00 BST 10ª giornata | Colchester Utd | 0 – 3 referto | Wolverhampton | Colchester Community Stadium (7 295 spett.)\| Arbitro: \| Tim Robinson \| |
| Arbitro:                                              | Tim Robinson   |               |               |                                                                           |

| Colchester 12 ottobre 2013, ore 15:00 BST 11ª giornata | Colchester Utd | 1 – 1 referto | Walsall | Colchester Community Stadium (2 945 spett.)\| Arbitro: \| Jeremy Simpson \| |
| Arbitro:                                               | Jeremy Simpson |               |         |                                                                             |

| Brentford 19 ottobre 2013, ore 15:00 BST 12ª giornata | Brentford      | 3 – 1 referto | Colchester Utd | Griffin Park (5 705 spett.)\| Arbitro: \| Brendan Malone \| |
| Arbitro:                                              | Brendan Malone |               |                |                                                             |

| Shrewsbury 22 ottobre 2013, ore 19:45 BST 13ª giornata | Shrewsbury Town | 1 – 1 referto | Colchester Utd | New Meadow (4 364 spett.)\| Arbitro: \| Darren Drysdale \| |
| Arbitro:                                               | Darren Drysdale |               |                |                                                            |

| Colchester 29 ottobre 2013, ore 15:00 BST 14ª giornata | Colchester Utd | 1 – 0 referto | Peterborough Utd | Colchester Community Stadium (4 149 spett.)\| Arbitro: \| Stuart Attwell \| |
| Arbitro:                                               | Stuart Attwell |               |                  |                                                                             |

| Rotherham 2 novembre 2013, ore 15:00 GMT 15ª giornata | Rotherham Utd   | 2 – 2 referto | Colchester Utd | New York Stadium (7 096 spett.)\| Arbitro: \| Seb Stockbridge \| |
| Arbitro:                                              | Seb Stockbridge |               |                |                                                                  |

| Colchester 16 novembre 2013, ore 15:00 BST 16ª giornata | Colchester Utd | 1 – 2 referto | Swindon Town | Colchester Community Stadium (3 334 spett.)\| Arbitro: \| Graham Horwood \| |
| Arbitro:                                                | Graham Horwood |               |              |                                                                             |

| Preston 23 novembre 2013, ore 15:00 GMT 17ª giornata | Preston N.E. | 1 – 1 referto | Colchester Utd | Deepdale (8 492 spett.)\| Arbitro: \| Scott Duncan \| |
| Arbitro:                                             | Scott Duncan |               |                |                                                       |

| Colchester 26 novembre 2013, ore 19:45 GMT 18ª giornata | Colchester Utd | 3 – 1 referto | MK Dons | Colchester Community Stadium (2 597 spett.)\| Arbitro: \| Tim Robinson \| |
| Arbitro:                                                | Tim Robinson   |               |         |                                                                           |

| Birkenhead 30 novembre 2013, ore 15:00 GMT 19ª giornata | Tranmere        | 2 – 1 referto | Colchester Utd | Prenton Park (4 148 spett.)\| Arbitro: \| Dean Whitestone \| |
| Arbitro:                                                | Dean Whitestone |               |                |                                                              |

| Colchester 14 dicembre 2013, ore 15:00 GMT 20ª giornata | Colchester Utd | 0 – 4 referto | Notts County | Colchester Community Stadium (2 961 spett.)\| Arbitro: \| Simon Hooper \| |
| Arbitro:                                                | Simon Hooper   |               |              |                                                                           |

| Oldham 21 dicembre 2013, ore 15:00 GMT 21ª giornata | Oldham Athletic | 0 – 2 referto | Colchester Utd | Boundary Park (4 036 spett.)\| Arbitro: \| Tony Harrington \| |
| Arbitro:                                            | Tony Harrington |               |                |                                                               |

| Colchester 26 dicembre 2013, ore 15:00 GMT 22ª giornata | Colchester Utd | 4 – 0 referto | Stevenage | Colchester Community Stadium (3 919 spett.)\| Arbitro: \| Gavin Ward \| |
| Arbitro:                                                | Gavin Ward     |               |           |                                                                         |

| Colchester 29 dicembre 2013, ore 15:00 GMT 23ª giornata | Colchester Utd | 1 – 2 referto | Crewe Alexandra | Colchester Community Stadium (3 430 spett.)\| Arbitro: \| Lee Collins \| |
| Arbitro:                                                | Lee Collins    |               |                 |                                                                          |

| Milton Keynes 1 gennaio 2014, ore 15:00 GMT 24ª giornata | MK Dons            | 0 – 0 referto | Colchester Utd | Stadium MK (7 879 spett.)\| Arbitro: \| Charles Breakspear \| |
| Arbitro:                                                 | Charles Breakspear |               |                |                                                               |

| Colchester 11 gennaio 2014, ore 15:00 GMT 25ª giornata | Colchester Utd  | 3 – 0 referto | Gillingham | Colchester Community Stadium (3 819 spett.)\| Arbitro: \| Darren Drysdale \| |
| Arbitro:                                               | Darren Drysdale |               |            |                                                                              |

| Carlisle 18 gennaio 2014, ore 15:00 GMT 26ª giornata | Carlisle Utd    | 2 – 4 referto | Colchester Utd | Brunton Park Stadium (3 688 spett.)\| Arbitro: \| Chris Sarginson \| |
| Arbitro:                                             | Chris Sarginson |               |                |                                                                      |

| Burslem 11 febbraio 2014, ore 19:45 GMT 27ª giornata | Port Vale   | 2 – 0 referto | Colchester Utd | Vale Park (3 734 spett.)\| Arbitro: \| Andy Haines \| |
| Arbitro:                                             | Andy Haines |               |                |                                                       |

| Swindon 14 febbraio 2014, ore 19:45 GMT 28ª giornata | Swindon Town     | 0 – 0 referto | Colchester Utd | County Ground (6 683 spett.)\| Arbitro: \| Darren Sheldrake \| |
| Arbitro:                                             | Darren Sheldrake |               |                |                                                                |

| Colchester 22 febbraio 2014, ore 15:00 GMT 29ª giornata | Colchester Utd | 1 – 2 referto | Preston N.E. | Colchester Community Stadium (3 416 spett.)\| Arbitro: \| David Phillips \| |
| Arbitro:                                                | David Phillips |               |              |                                                                             |

| Colchester 25 febbraio 2014, ore 19:45 GMT 30ª giornata | Colchester Utd | 0 – 1 referto | Sheffield Utd | Colchester Community Stadium (3 088 spett.)\| Arbitro: \| Graham Scott \| |
| Arbitro:                                                | Graham Scott   |               |               |                                                                           |

| Leyton 1 marzo 2014, ore 15:00 GMT 31ª giornata | Leyton Orient | 2 – 1 referto | Colchester Utd | Brisbane Road (6 323 spett.)\| Arbitro: \| David Webb \| |
| Arbitro:                                        | David Webb    |               |                |                                                          |

| Colchester 4 marzo 2014, ore 19:45 GMT 32ª giornata | Colchester Utd | 0 – 0 referto | Rotherham Utd | Colchester Community Stadium (2 655 spett.)\| Arbitro: \| Brendan Malone \| |
| Arbitro:                                            | Brendan Malone |               |               |                                                                             |

| Colchester 8 marzo 2014, ore 15:00 GMT 33ª giornata | Colchester Utd | 2 – 1 referto | Coventry City | Colchester Community Stadium (4 426 spett.)\| Arbitro: \| Trevor Kettle \| |
| Arbitro:                                            | Trevor Kettle  |               |               |                                                                            |

| Colchester 11 marzo 2014, ore 19:45 GMT 34ª giornata | Colchester Utd  | 0 – 2 referto | Bradford City | Colchester Community Stadium (2 605 spett.)\| Arbitro: \| Dean Whitestone \| |
| Arbitro:                                             | Dean Whitestone |               |               |                                                                              |

| Crawley 15 marzo 2014, ore 15:00 GMT 35ª giornata | Crawley Town    | 1 – 0 referto | Colchester Utd | Broadfield Stadium (3 182 spett.)\| Arbitro: \| Chris Sarginson \| |
| Arbitro:                                          | Chris Sarginson |               |                |                                                                    |

| Colchester 18 marzo 2014, ore 19:45 GMT 36ª giornata | Colchester Utd | 1 – 0 referto | Shrewsbury Town | Colchester Community Stadium (2 508 spett.)\| Arbitro: \| Gary Sutton \| |
| Arbitro:                                             | Gary Sutton    |               |                 |                                                                          |

| Colchester 22 marzo 2014, ore 15:00 GMT 37ª giornata | Colchester Utd | 2 – 2 referto | Bristol City | Colchester Community Stadium (3 805 spett.)\| Arbitro: \| Steve Rushton \| |
| Arbitro:                                             | Steve Rushton  |               |              |                                                                            |

| Wolverhampton 25 marzo 2014, ore 19:45 GMT 38ª giornata | Wolverhampton | 4 – 2 referto | Colchester Utd | Molineux Stadium (17 041 spett.)\| Arbitro: \| Andy Woolmer \| |
| Arbitro:                                                | Andy Woolmer  |               |                |                                                                |

| Nottingham 29 marzo 2014, ore 15:00 GMT 39ª giornata | Notts County | 2 – 0 referto | Colchester Utd | Meadow Lane (5 230 spett.)\| Arbitro: \| Lee Collins \| |
| Arbitro:                                             | Lee Collins  |               |                |                                                         |

| Peterborough 2 aprile 2014, ore 19:45 BST 40ª giornata | Peterborough Utd | 2 – 0 referto | Colchester Utd | London Road Stadium (4 434 spett.)\| Arbitro: \| Darren Bond \| |
| Arbitro:                                               | Darren Bond      |               |                |                                                                 |

| Colchester 5 aprile 2014, ore 15:00 BST 41ª giornata | Colchester Utd | 1 – 2 referto | Tranmere | Colchester Community Stadium (3 443 spett.)\| Arbitro: \| Andy Davies \| |
| Arbitro:                                             | Andy Davies    |               |          |                                                                          |

| Stevenage 12 aprile 2014, ore 15:00 BST 42ª giornata | Stevenage    | 2 – 3 referto | Colchester Utd | Broadhall Way (3 108 spett.)\| Arbitro: \| Mark Heywood \| |
| Arbitro:                                             | Mark Heywood |               |                |                                                            |

| Colchester 18 aprile 2014, ore 15:00 BST 43ª giornata | Colchester Utd | 0 – 1 referto | Oldham Athletic | Colchester Community Stadium (4 252 spett.)\| Arbitro: \| Carl Berry \| |
| Arbitro:                                              | Carl Berry     |               |                 |                                                                         |

| Crewe 21 aprile 2014, ore 15:00 BST 44ª giornata | Crewe Alexandra | 0 – 0 referto | Colchester Utd | Gresty Road (4 603 spett.)\| Arbitro: \| Kevin Wright \| |
| Arbitro:                                         | Kevin Wright    |               |                |                                                          |

| Colchester 26 aprile 2014, ore 15:00 BST 45ª giornata | Colchester Utd | 4 – 1 referto | Brentford | Colchester Community Stadium (6 400 spett.)\| Arbitro: \| Mark Brown \| |
| Arbitro:                                              | Mark Brown     |               |           |                                                                         |

| Arbitro: | David Webb |

|  |           |              |
|  | Marcatori | 54’ Eastmond |

## Statistiche

### Andamento in campionato
| Giornata  | 1 | 2 | 3 | 4 | 5 | 6  | 7  | 8  | 9  | 10 | 11 | 12 | 13 | 14 | 15 | 16 | 17 | 18 | 19 | 20 | 21 | 22 | 23 | 24 | 25 | 26 | 27 | 28 | 29 | 30 | 31 | 32 | 33 | 34 | 35 | 36 | 37 | 38 | 39 | 40 | 41 | 42 | 43 | 44 | 45 | 46 |
| --------- | - | - | - | - | - | -- | -- | -- | -- | -- | -- | -- | -- | -- | -- | -- | -- | -- | -- | -- | -- | -- | -- | -- | -- | -- | -- | -- | -- | -- | -- | -- | -- | -- | -- | -- | -- | -- | -- | -- | -- | -- | -- | -- | -- | -- |
| Luogo     | T | C | T | C | C | T  | T  | C  | T  | C  | C  | T  | T  | C  | T  | C  | T  | C  | T  | C  | T  | C  | C  | T  | C  | T  | T  | T  | C  | C  | T  | C  | C  | C  | T  | C  | C  | T  | T  | T  | C  | T  | C  | T  | C  | T  |
| Risultato | V | V | N | N | P | P  | N  | N  | N  | P  | N  | P  | N  | V  | N  | P  | N  | V  | P  | P  | V  | V  | P  | N  | V  | V  | P  | N  | P  | P  | P  | N  | V  | P  | P  | V  | N  | P  | P  | P  | P  | V  | P  | N  | V  | V  |
| Posizione | 6 | 4 | 5 | 4 | 8 | 10 | 11 | 12 | 13 | 14 | 14 | 14 | 16 | 14 | 14 | 15 | 17 | 15 | 16 | 18 | 15 | 13 | 14 | 14 | 13 | 12 | 14 | 14 | 16 | 17 | 19 | 18 | 15 | 17 | 17 | 17 | 16 | 16 | 18 | 18 | 18 | 18 | 18 | 18 | 18 | 16 |

Fonte: (EN) Colchester United results - Football League One 2013-2014, su coludata.co.uk.
Legenda:

Luogo: C = Casa; T = Trasferta. Risultato: V = Vittoria; N = Pareggio; P = Sconfitta.